# Sidekicks (série de televisão)
Sidekicks é uma série de televisão estadunidense dos gêneros ação e aventura, tendo artes marciais como tema, foi transmitida em uma única temporada entre 1986-1987 pela rede ABC. 

## Sinopse
Sargento Jake Rizzo (Gil Gerard) é escolhido por Sabasan como tutor de seu neto Ernie Lee (Ernie Reyes, Jr.), o último herdeiro de um clã antigo de artistas marciais especiais e um lutador de caratê altamente treinado. 
Ao longo da série, Ernie tende a ficar muitas vezes em situações perigosas, onde os valentões na escola ou nas ruas de Los Angeles o ameaçam ou a seus amigos, ou em situações perigosas onde seu pai adotivo acaba precisando de sua ajuda depois que criminosos que ele capturou tentam fugir ou prejudicá-lo. Com a ajuda de seus movimentos rápidos, habilidades poderosas raras e os conselhos inteligentes do espírito de seu falecido avô, Ernie tenta o tempo todo superar todas as situações perigosas e derrotar os seus adversários.

## Elenco e personagens
| Ator             | Papel                |
| ---------------- | -------------------- |
| Ernie Reyes, Jr. | Ernie Lee            |
| Gil Gerard       | Sargento Jake Rizzo  |
| Keye Luke        | Sabasan              |
| Nancy Stafford   | Patricia Blake       |
| Vinny Argiro     | Capitão Blanks       |
| Frank Bonner     | Detetive R.T. Mooney |

## Episódios
1. "The Last Electric Knight" (episódio piloto) / 16/02/1986
2. "Are These Your Kicks?" / 26/09/1986
3. "Open House" / 03/10/1986
4. "I Hate the Neighbors" / 17/10/1986
5. "My Dad the Crook" / 24/10/1986
6. "Down and Out in Van Nuys" / 31/10/1986
7. "Thrill of the Chase" / 07/11/1986
8. "Catherine the Not-So-Great" / 14/11/1986
9. "My Dad's Bigger Than Yours" / 22/11/1986
10. "The Birds and the Killer Bees" / 29/11/1986
11. "I Remember Mama, But Does She Remember Me?" / 13/12/1986
12. "Grey Belts" / 20/12/1986
13. "The Cousin Who Fell to Earth" / 03/01/1987
14. "The Boy Who Saw Too Much" / 10/01/1987
15. "Just for Kicks" / 17/01/1987
16. "Kicked Upstairs" / 31/01/1987
17. "An Eye for an Ear" / 07/02/1987
18. "The Next Best Thing to Winning" / 14/02/1987
19. "The Patusani Always Rings Twice" / 21/02/1987
20. "Petty Cache" / 28/02/1987
21. "The Worst of the Mohicans" / 07/03/1987
22. "Playing for Keeps" / 06/06/1987
23. "Read Between the Lines'" / 13/06/1987

## Nota e referências
1. ↑  «Pequeno Mestre (Sidekicks)». InfanTv. Consultado em 16 de março de 2016

- Este artigo foi inicialmente traduzido, total ou parcialmente, do artigo da Wikipédia em inglês cujo título é «Sidekicks (TV series)», especificamente desta versão.